# فارس الفتى الشجاع
فارس الفتى الشجاع (باليابانية: がんばれ元気 غانباري غينكي، وتعني "قدم أفضل ما لديك غينكي") هو مسلسل رسوم متحركة (أو أنمي) رياضي أنتج عام 1980 من إخراج رينتارو (بالإنجليزية: Rintaro) يحكي قصة فتى اسمه فارس الذي يريد أن يصبح ملاكما مثل والده.

## القصة
القصة تدور حول الفتى الصغير يدعي فارس شجاع الذي يعيش مع والده نادر شجاع. كانت حياتهما بسيطة تميل إلى التقشف حيث توفيت والدة فارس (مرام) عندما كان رضيعاً ولم يرها في حياته والد فارس كان يمارس الملاكمة حيث كان بطلاً لوزن الريشة فيما مضى ولكن تقدمت به السن واعتزل الملاكمة لمدة خمس سنوات. وبعد غيابه الطويل عن ساحة الملاكمة يقرر نادر شجاع العودة لينافس خصم قوي جدا في 17 من عمره واسمه باسم النمر. دارت المبارة بين والد فارس ضد خصمه ورغم اصرار نادر شجاع بالفوز إلا أنه هزم ونقل إلى المستشفى للعلاج. وكان الأب قد وعد فارس بان يذهب به إلى مدينة الملاهي بعد انتهاء المبارة فصطحبه إلى المدينة لكن كانت حالته يرثى لها وماهي إلى فترة حتى مات الأب في مدينة الملاهي وهو جالس بجانب ابنه. هذا الموقف خلف في نفس فارس عزماً وإصراراً على هزيمة باسم النمر وأن يصبح بطل العالم في الملاكمة.
بعدها انتقل فارس للعيش مع جديه لأمه اللذان كانا من أسرة ذات اسم وثروة ولكنهما لم يكونا يحبان والد فارس لأنه تزوج ابنتهما رغماً عنهما فهما لا يريانه رجلاً مناسباً لها فحاولا تغيير اسم فارس كي يحمل لقب عائلة والدته ولكنه أصر على الاحتفاظ بلقب والده.
ومع أنهما وفرا لفارس كل سبل العيش الكريم إلا أنه بقي مصرا على تحقيق حلم والده. يعيش فارس في كنف جديه معظم حياته حيث يدخل المدرسة الابتدائية وهناك يلتقي بالآنسة حنان التي قال عنها والده يوماً ما عندما شاهدها مصادفة أنها تشبة والدته. وبعدها بقي فارس متعلقاً بتلك الصورة التي رأي فيها والدته.
يتخرج فارس من المدرسة الابتدائية ليلتحق بالمدرسة الإعدادية وهنا رأي فارس حلمه يقترب شيئاً فشيئاً ويمر بأحداث وقصص ويلتقي بأشخاص مختلفين. فيلتقى نور الفتاة الرقيقة والتي تعلقت به فور رؤيتها له ولكنه لم يكن متجاوباً لأنه يفكر فقط في الملاكمة ويدرك أنه سيسافر ويترك المدينة ومن فيها ولا يريد أن يثني من عزمة شيء.
يصل ذلك اليوم الذي أنهى فيه دراسته الإعدادية وقرر السفر إلى العاصمة طوكيو لكي يحترف الملاكمة وينافس باسم النمر.

## الشخصيات
- فارس شجاع
- نادر شجاع: أبو فارس الفتى الشجاع وهو الذي قام بالارتباط بعائلة الوادي الغنية بزواجه من أم فارس وكان يحلم بأن يصبح بطل العالم في رياضة الملاكمة، توفيت زوجته بعد ولادتها بفارس مباشرة فحمل المسؤولية كاملة على كاهله فقام بدور الأم والأب وكان فارس متعلقا جدا بأبيه. توفي نادر شجاع عندما كان فارس في الخامسة من عمره وكان في الحلبة يتصارع مع باسم النمر.
- باسم النمر: كان فتى في سن السابعة عشرة عندما فاز على الملاكم نادر شجاع والد فارس بالضربة القاضية، ورغم تكبره وثقته في نفسه إلا أنه حنون من الداخل ولكنه يخفي هذا الشيء.
- مرام: والدة فارس شجاع وقد ماتت أثناء ولادتها لفارس.
- الآنسة حنان: معلمة فارس شجاع في الإبتدائية وهي تشبه أمه كثيرا، هكذا قال والد فارس لفارس عندما شاهدها صدفة في محطة القطار وكان معه فارس.
- جلال: ملاكم قوي ولكن هزمه باسم النمر ، وأصبح محطماً وهو خطيب الآنسة حنان ، ومدرب فارس شجاع ، ويكرهه منذر ، مات بمرض السل.
- مرتاح: عامل المطبعة وصديق فارس شجاع وملاكم فكاهي.
- منذر: ولد يكبر فارس شجاع بسنتين وتغلب على فارس شجاع في نزال صغير في صالة تدريب المدرسة وهو يكره فارس ويكره والده ويكره المدرب جلال ويحب باسم النمر.
- نور: الفتاة الرقيقة والتي تعلقت به فور رؤيتها له ولكنه لم يكن متجاوباً لأنه يفكر فقط في الملاكمة.
- شمس: جد فارس شجاع لأمه.
- نجمة: جدة فارس شجاع لأمه

## النسخة العربية
- أمل دباس (فارس شجاع)
- ربيع شهاب (مرتاح)
- رفعت النجار (نجمة(جدة فارس) / نور)
- نصر عناني (نادر شجاع / السيد جلال)
- لينا التل (حنان)
- حسين أبو حمد (شمس(جد فارس))
- خضر بيضون (توفيق(مدرب نادر شجاع))
- أنور خليل (منذر)
- محمد خليل (المعلق الرياضي)
- ماهر بلبيسي (باسم النمر)

## وصلات خارجية
- مقدمة مسلسل فارس الفتى الشجاع
- فارس الفتى الشجاع على موقع IMDb (الإنجليزية)
- فارس الفتى الشجاع على موقع ليتربوكسد (الإنجليزية)
- فارس الفتى الشجاع على موقع قاعدة بيانات الفيلم (الإنجليزية)
- فارس الفتى الشجاع على موقع ANN anime (الإنجليزية)

 (بالإنجليزية)